# 圣亚加大主教座堂 (卡塔尼亚)

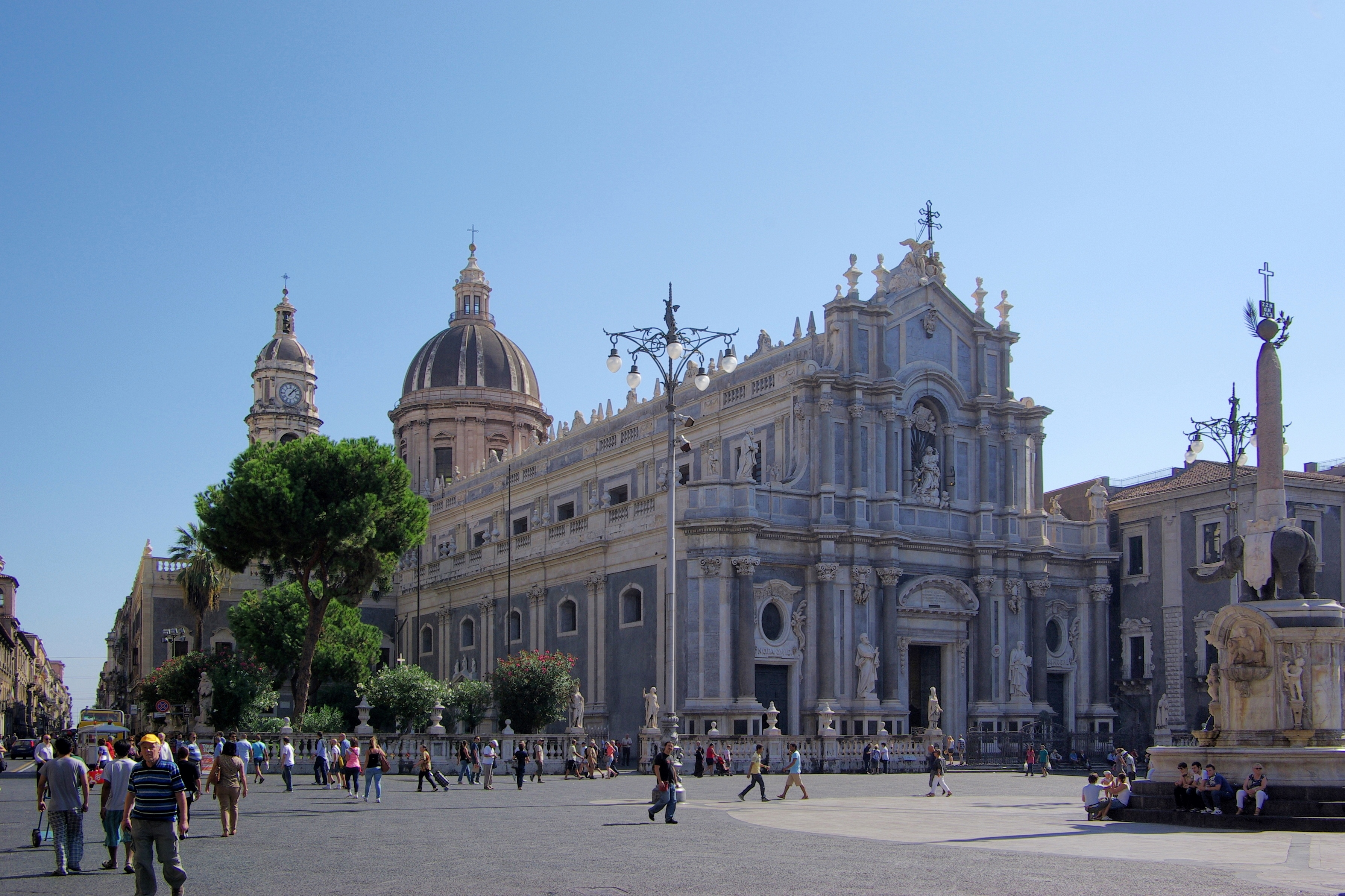
圣亚加大主教座堂

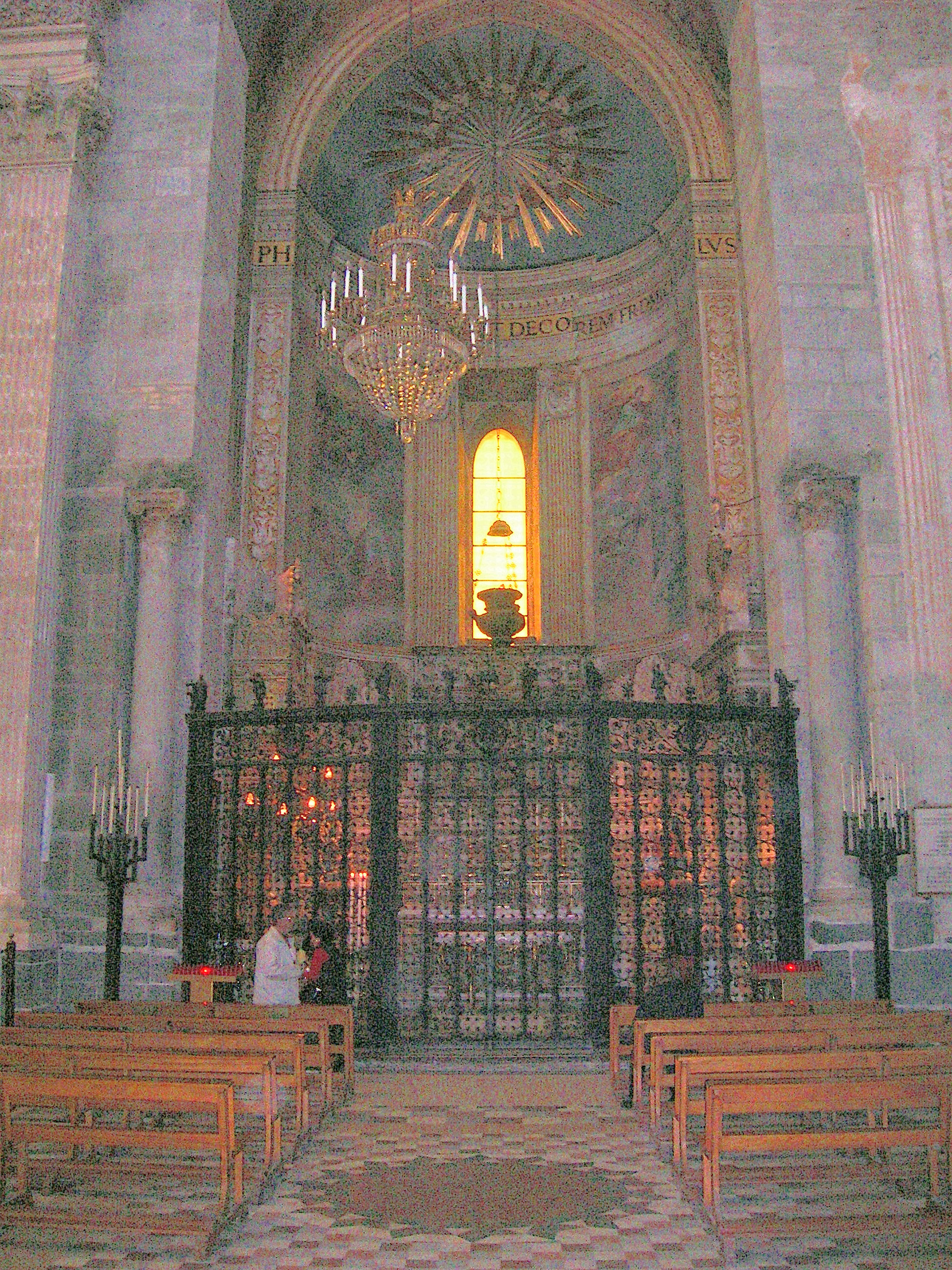
圣亚加大小堂

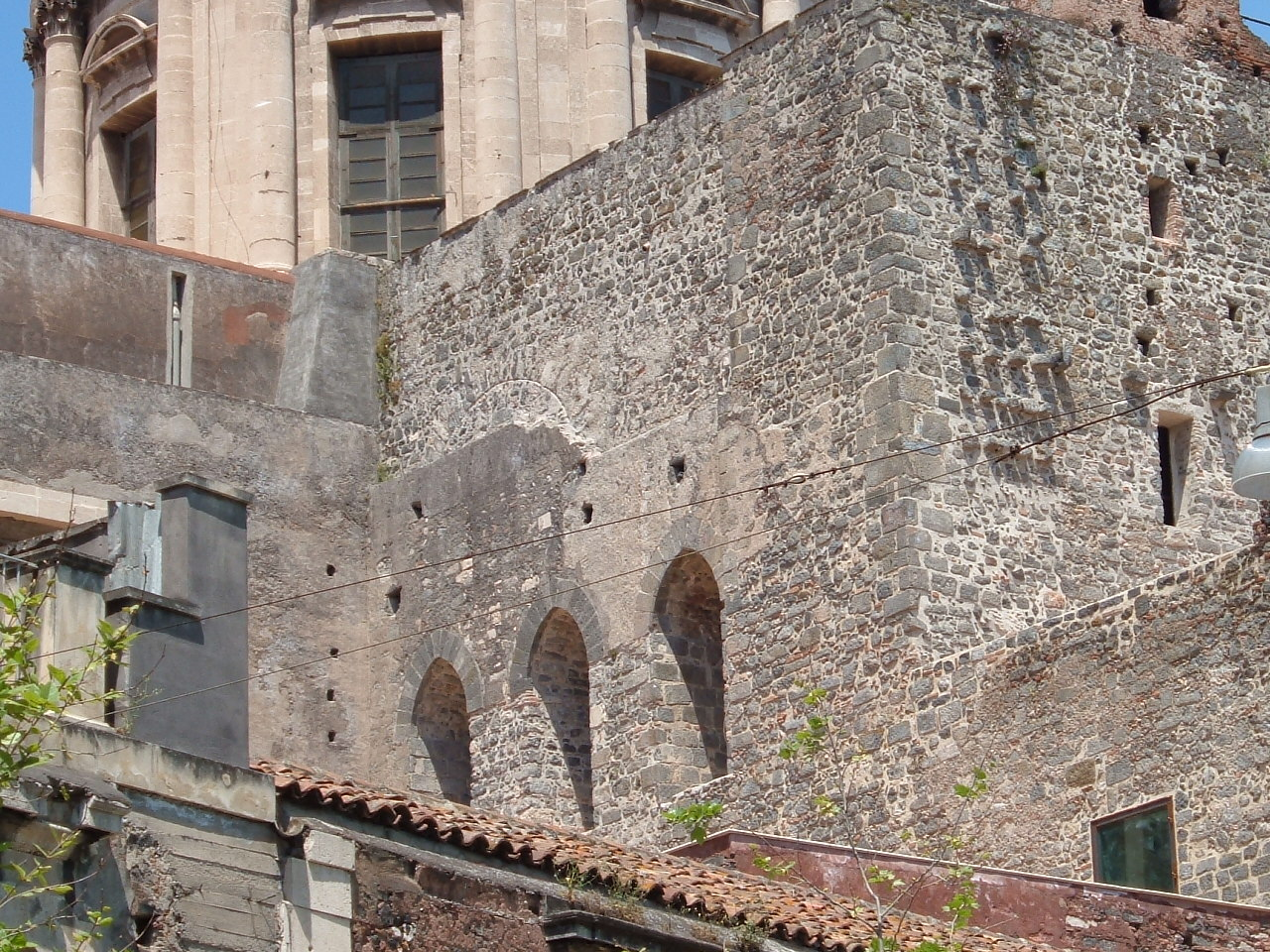
后殿区域

圣亚加大主教座堂 (義大利語：Cattedrale di Sant'Agata)供奉圣亚加大，位于意大利西西里大区卡塔尼亚的主教座堂广场。1859年卡塔尼亚教区升格为总教区，于是该堂由卡塔尼亚教区的主教座堂升格为天主教卡塔尼亚总教区的总主教座堂。

## 历史
因为地震和附近埃特纳火山的爆发，该堂已被摧毁和重建好几次。它最初建于1078年至1093年，在古罗马Achillean浴场的废墟上，由西西里的罗杰一世下令建造，他从伊斯兰西西里埃米尔国手中征服了该市。

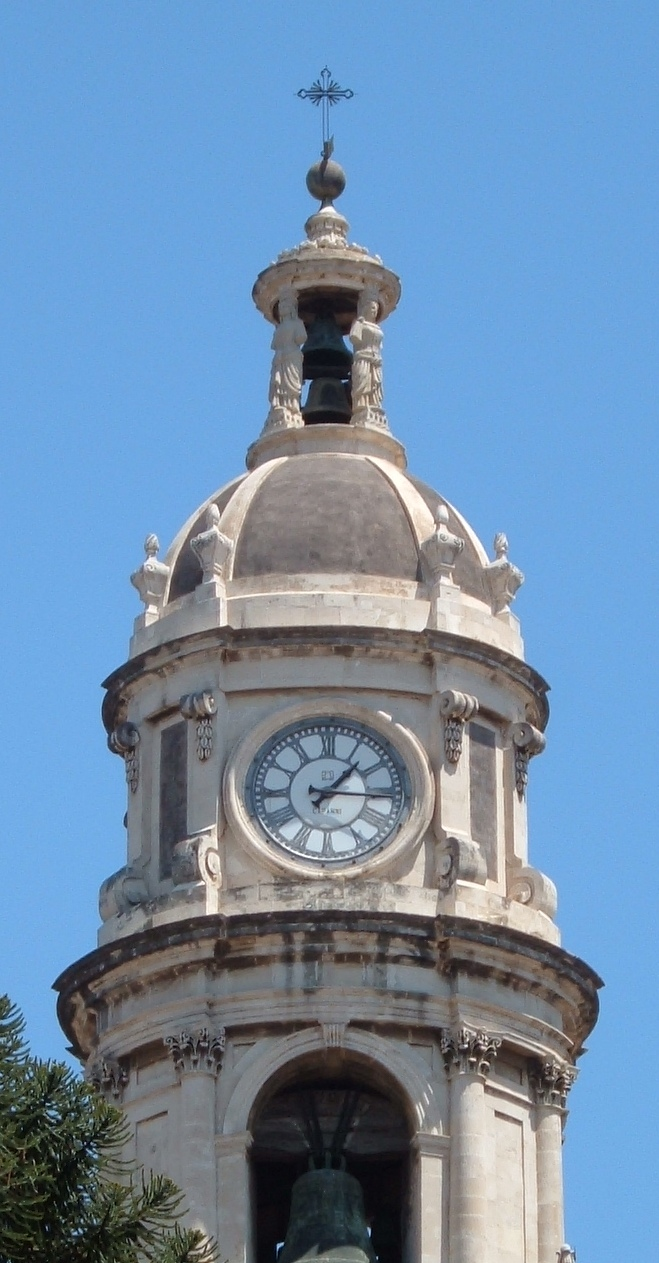
钟楼

在1169年西西里地震中，该堂几乎全部被毁，只留下后殿区域完好无损。1169年火灾造成进一步损害，但最灾难性的事件是1693年西西里地震，使之再次成为废墟。它随后被重建为 巴洛克风格。
如今，原来的诺曼建筑的痕迹，包括耳堂的一部分，两个塔楼和三个半圆形apses。

## 外观
该堂目前的巴洛克外观是1711年Gian Battista Vaccarini的作品，它拥有三个层次的花岗岩科林斯柱，也许取自该市的罗马剧场。立面装饰有数尊大理石雕像，其中门上为圣亚加大像。大门为木制，拥有32块雕牌，描绘圣亚加大的生平和殉难、教宗徽章和基督教的标志。
穹顶建于1802年。钟楼最初建于1387年，拥有约70米的高度。在1662年，又增高到90米。1693年被毁后重建，增加了7.5吨的大钟，名列意大利第三，仅次于圣伯多禄大殿和米兰主教座堂。

## 内部
该堂为拉丁十字平面。有作曲家文琴佐·贝里尼墓。

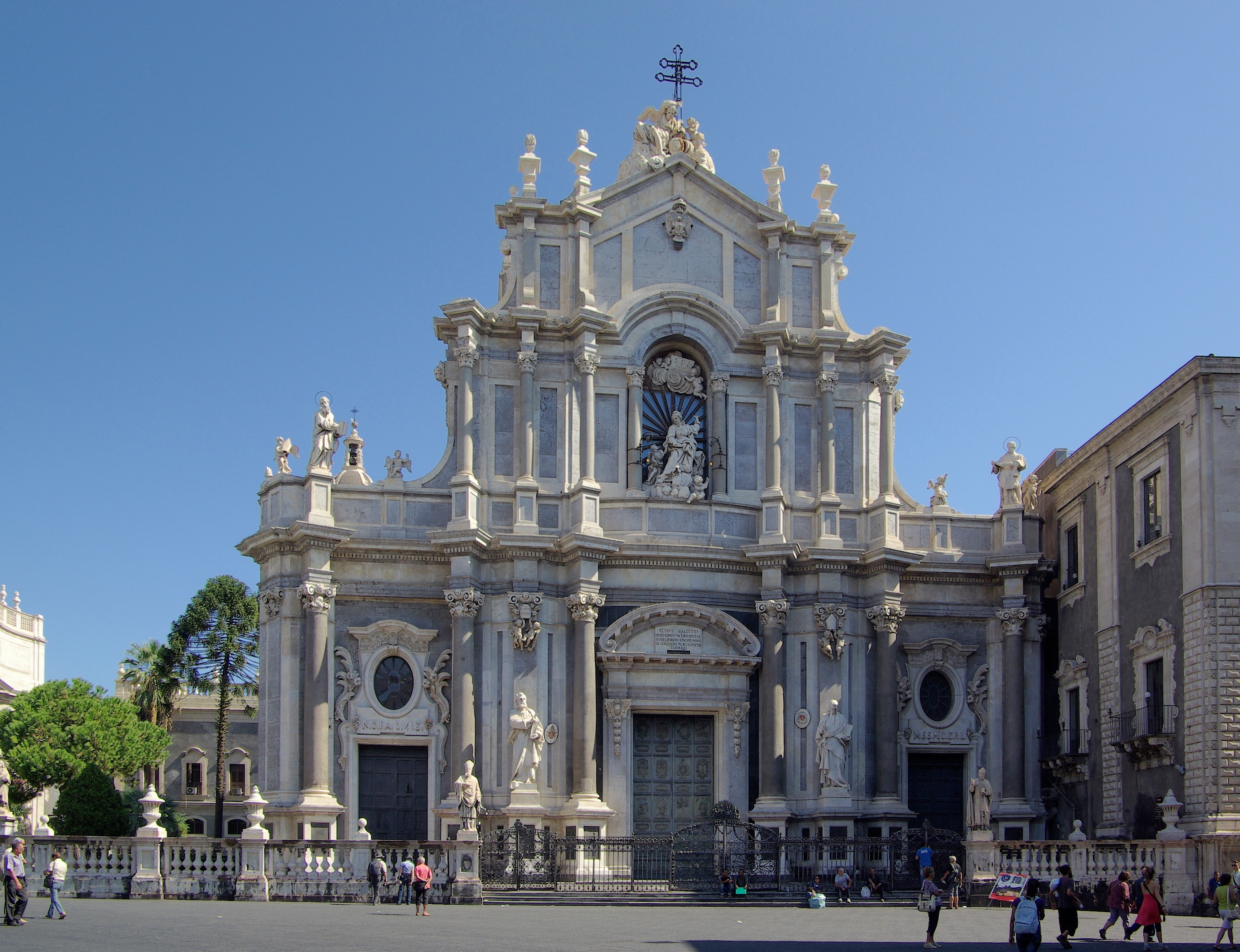
立面
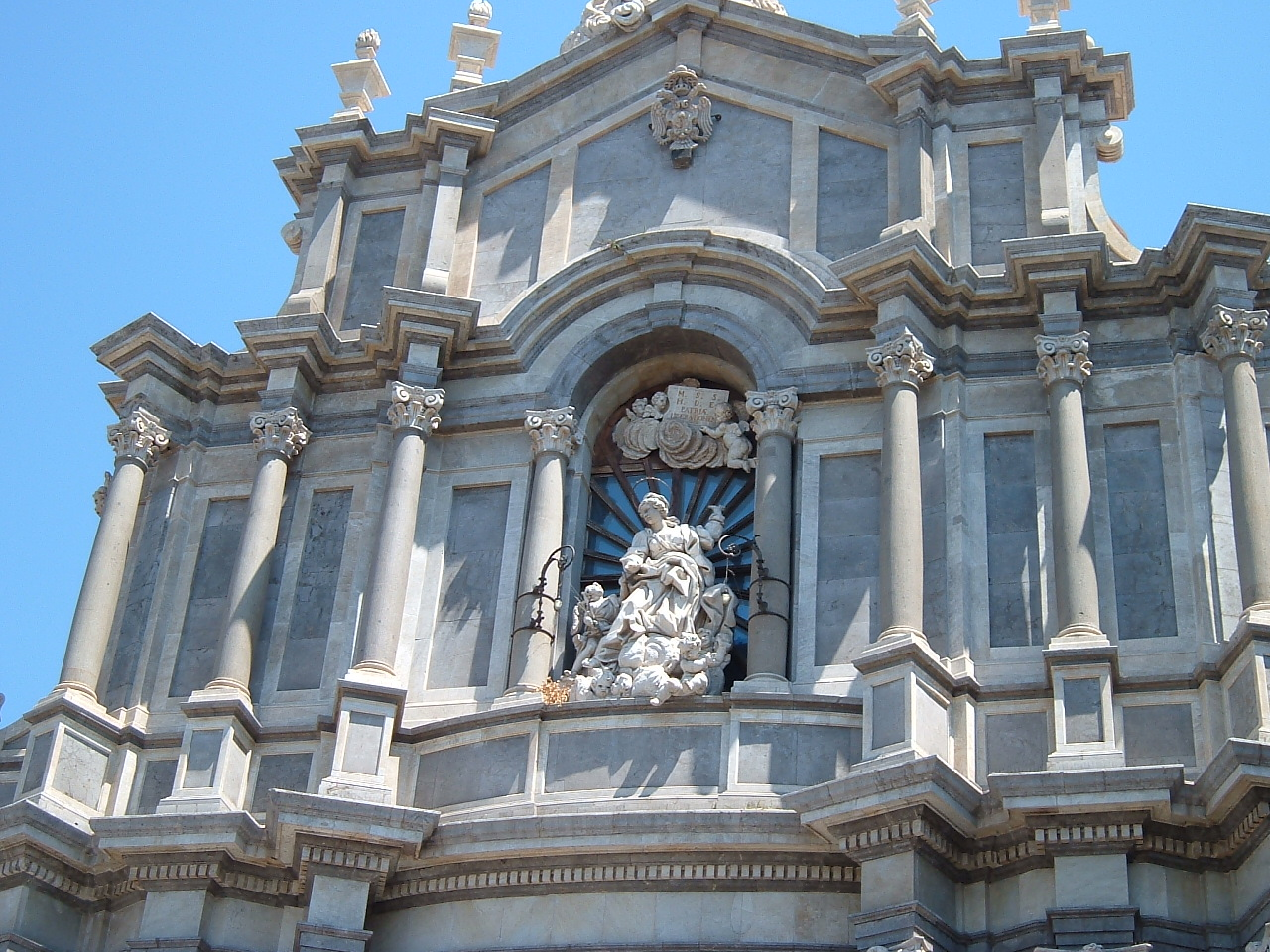
立面的圣亚加大像
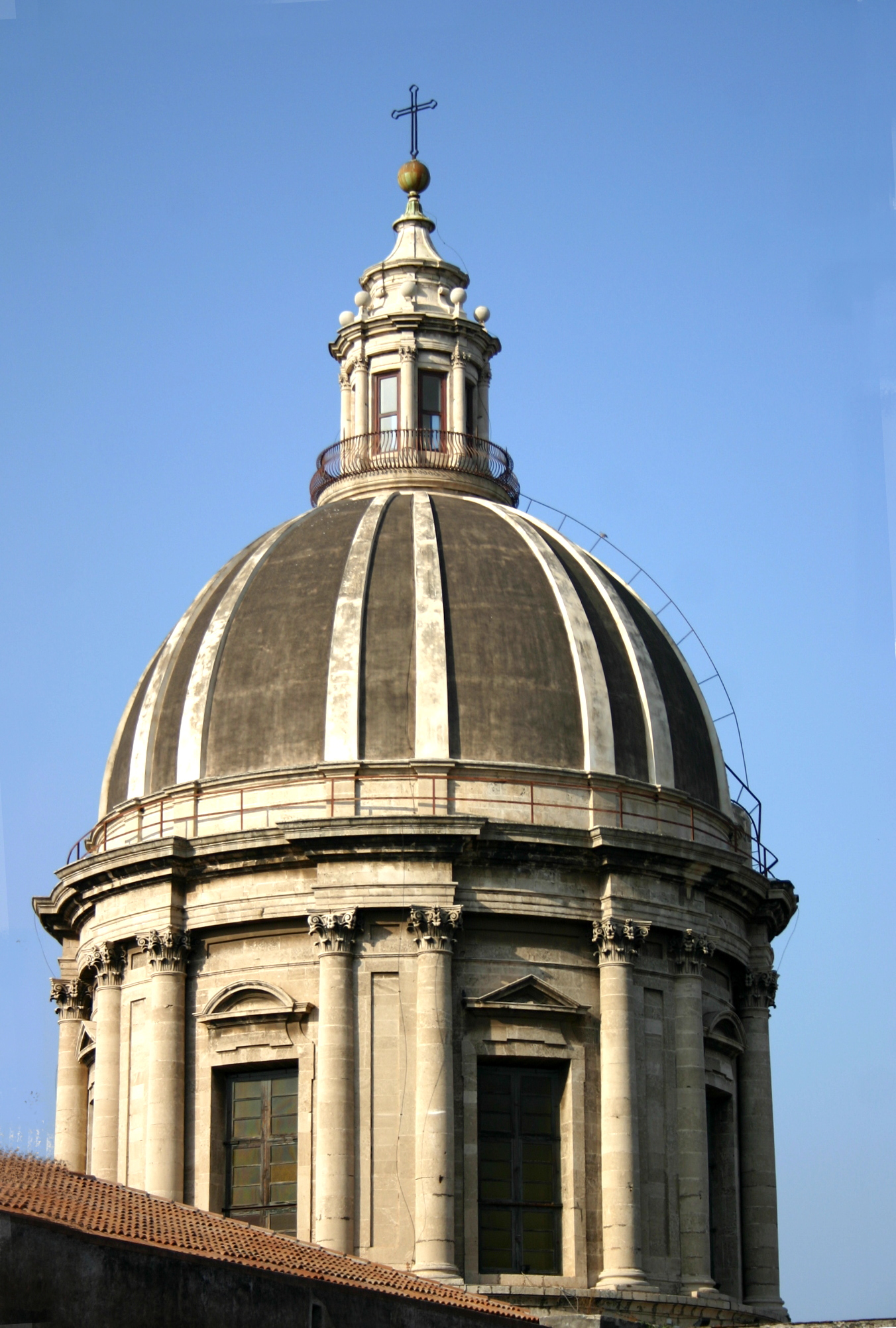
The cupola
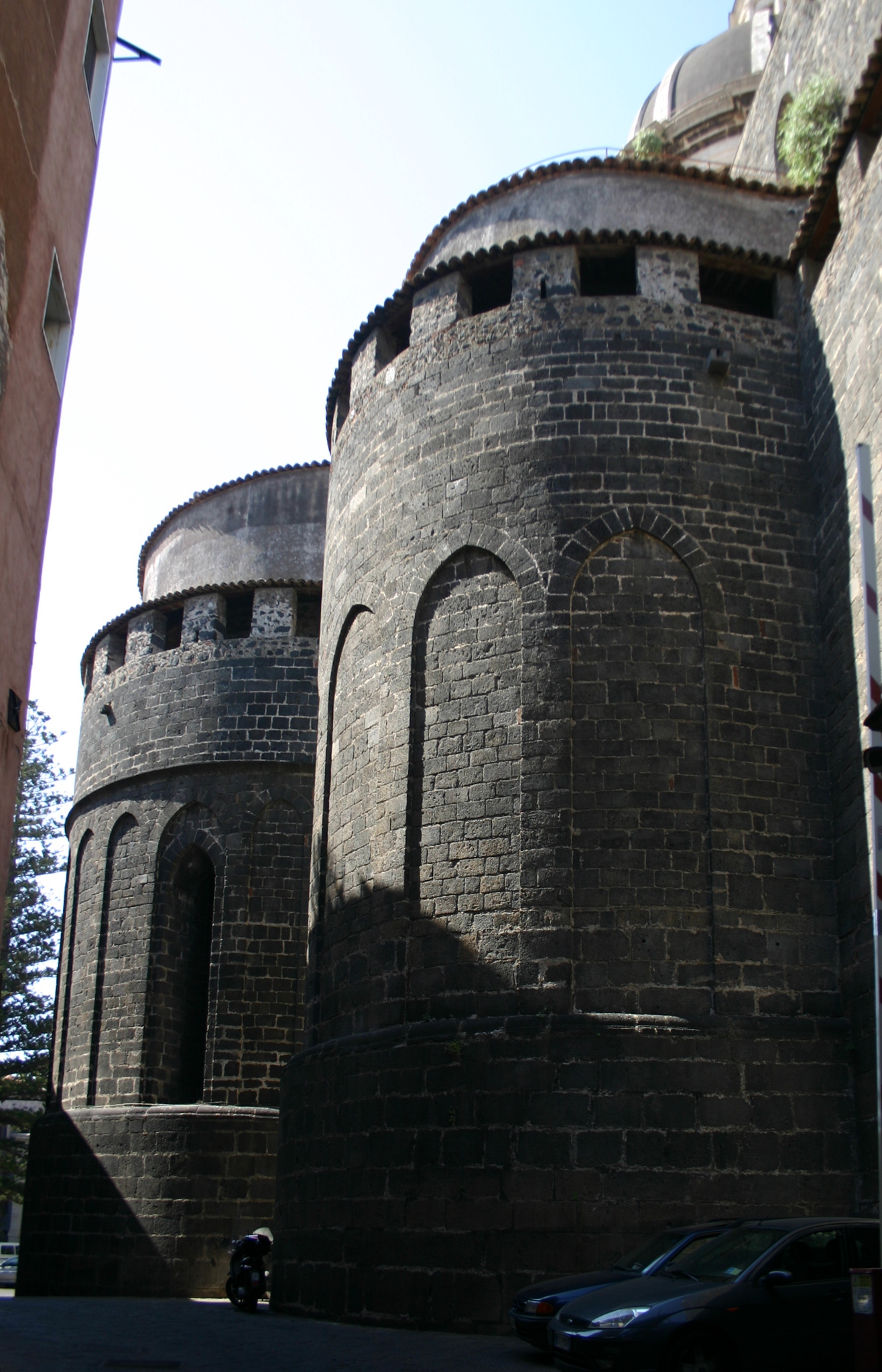
后殿区(1094)
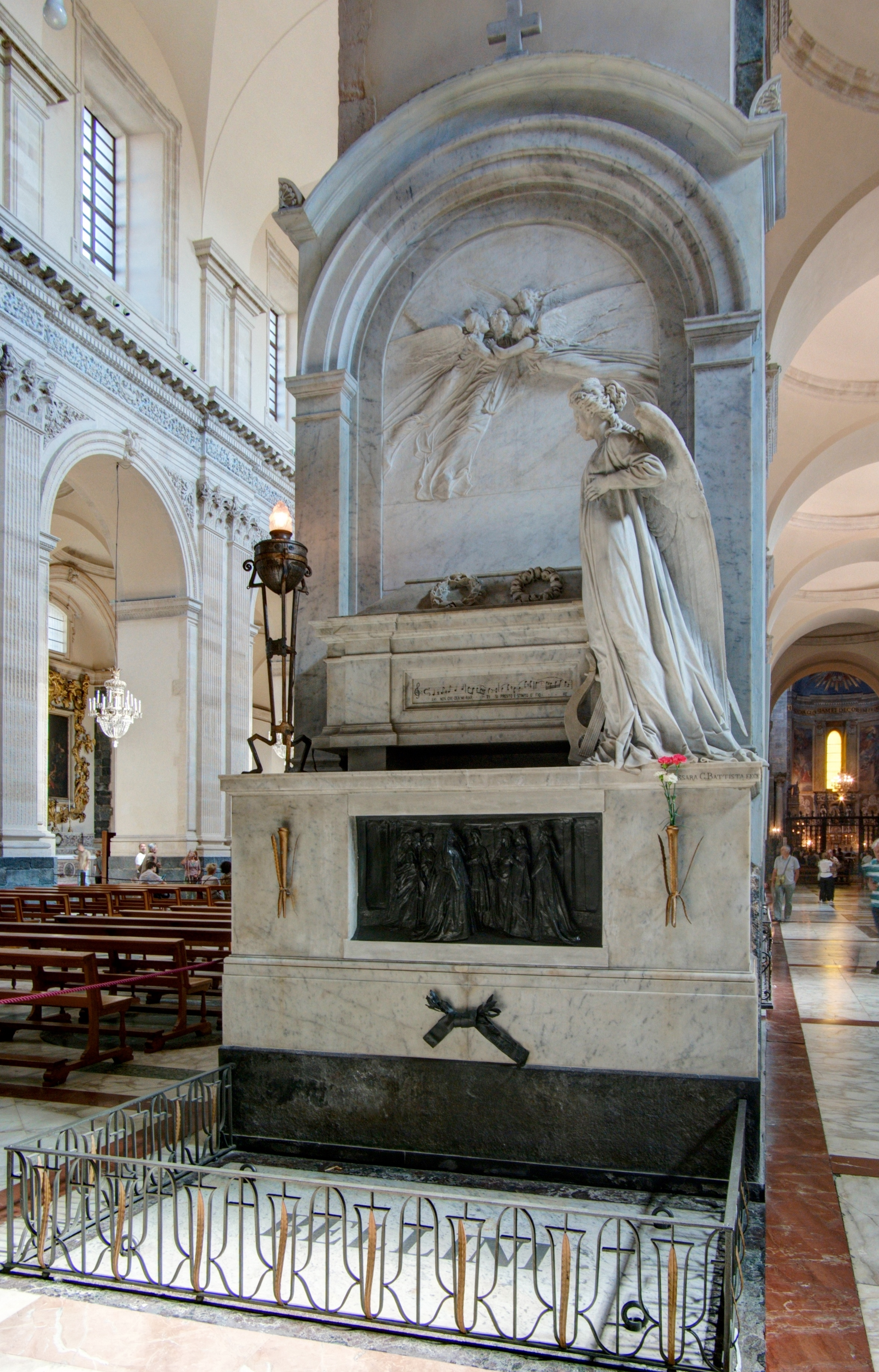
文琴佐·贝里尼墓
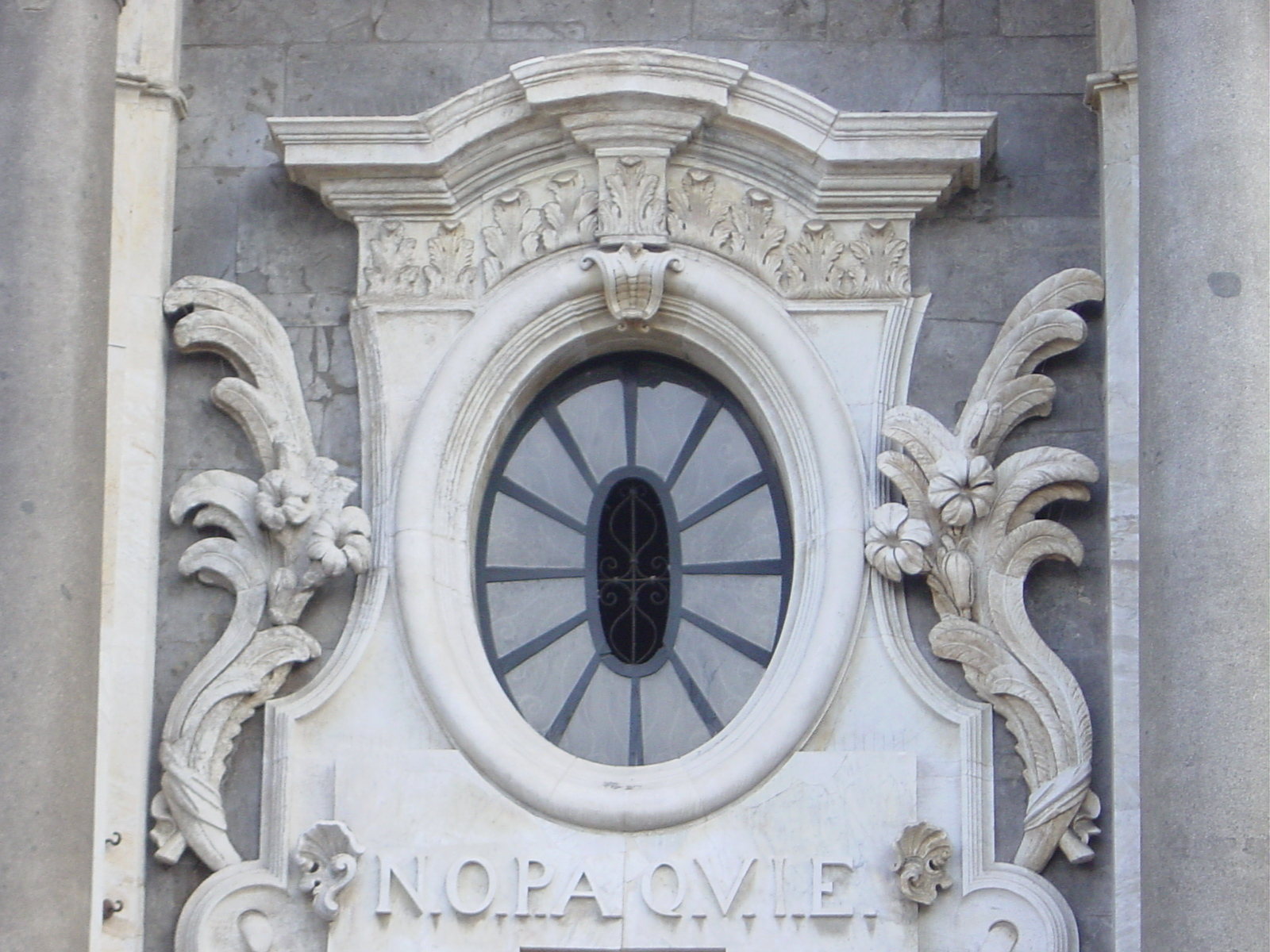